# 1980年の日本公開映画
- 映画 > 映画の一覧 > 年度別日本公開映画 > 1980年の日本公開映画
- 映画 > 1980年の映画 > 1980年の日本公開映画

1980年の日本公開映画（1980ねんのにほんこうかいえいが）では、1980年（昭和55年）1月1日から同年12月31日までに日本で商業公開された映画の一覧を記載。作品名の右の丸括弧内は製作国を示す。
記載の凡例については年度別日本公開映画#凡例を参照

## 作品一覧
日本映画だけで433作品がある。

### 1月
- 1日
  - 女の診察 舌と唇 ( 日本)
- 5日
  - 宇能鴻一郎の濡れて悶える( 日本)
  - 赤い暴行 ( 日本)
  - 節子の告白 私を抱いて！( 日本)
- 6日
  - エンジェル☆ゲーム ( 日本)
- 8日
  - トルコ拷問 搾る( 日本)
- 10日
  - 妄想映画三部作( 日本)
  - 溶暗・フェード・アウト( 日本)
- 11日
  - 団地妻のけぞり( 日本)
- 12日
  - ブルックリン物語 ( アメリカ合衆国)
  - あきれたあきれた大作戦 ( アメリカ合衆国)
- 19日
  - 動乱 ( 日本)
  - 最強最後のカラテ ( 日本)
  - 修道女 黒衣の中のうずき  ( 日本)
  - 女高生 危険なめばえ ( 日本)
  - 若妻 淫蕩狂い ( 日本)
  - ノース・ダラス40 ( アメリカ合衆国)
  - グローイング・アップ2 ゴーイング・ステディ ( イスラエル)
  - ザ・ポップマン ( イギリス領香港)
  - モンキーフィスト 猿拳 ( イギリス領香港)
- 21日
  - ポルノショッカー 女変質者( 日本)
  - 変態夫婦( 日本)
- 22日
  - 電話のベルは二度鳴る( 日本)
  - 人妻強漢( 日本)
  - 痴漢集団( 日本)
  - 覗き乱行( 日本)
- 26日
  - 天平の甍 ( 日本)
  - 翔べイカロスの翼 ( 日本)
  - 淫蕩牝猫 ( 日本)
  - 華麗なる相続人 ( アメリカ合衆国)
- 29日
  - 初国知所之天皇 アゲイン( 日本)
- 30日
  - 虹をかける子どもたち( 日本)
- 日付不明
  - 快楽人形( 日本)
  - 濡れ濡れ姉妹( 日本)
  - 汚れた関係 情婦( 日本)
  - 緊縛いけにえ ( 日本)
  - 拷問女暗黒史 ( 日本)
  - 裏バン女子学生 暴力教室 ( 日本)
  - 痴漢通学電車( 日本)

### 2月
- 1日
  - 女囚異常性愛( 日本)
- 2日
  - レイプハンター 狙われた女
  - 夜這い大百科 さくら貝泥棒 ( 日本)
  - 昭和エロチカ 薔薇の貴婦人( 日本)
  - プロフェシー/恐怖の予言 ( アメリカ合衆国)
  - マリアブラウンの結婚 ( 西ドイツ)
  - オーロラ殺人事件 ( イギリス/ カナダ)
  - シークレット ( イギリス)
- 5日
  - あつく開いて ( 日本)
- 9日
  - ミートボール ( アメリカ合衆国)
  - 緑色の部屋 ( フランス)
- 12日
  - 性を引き裂く( 日本)
- 16日
  - きらめきの季節 ( 日本)
  - サッちゃんの四角い空 ( 日本)
  - 背徳夫人の欲情 ( 日本)
  - 暴行儀式( 日本)
  - ドキュメントポルノ 制服とパンティー( 日本)
  - 追幻想 ( 日本)
  - 地獄の黙示録 ( アメリカ合衆国)
  - マンハッタン ( アメリカ合衆国)
  - オフサイド7 ( イギリス)
  - ドクター・モリスの島/フィッシュマン ( イタリア)
  - グレート・ドライバー ( イタリア)
- 19日
  - 異常な暴行( 日本)
  - 股開き ( 日本)
  - 覗いてよ( 日本)
- 23日
  - 影の軍団 服部半蔵 ( 日本)
  - 悲愁 ( アメリカ合衆国/ 西ドイツ/ フランス)
- 日付不明
  - 激撮！日本の緊縛 ( 日本)
  - 少女暴力 ( 日本)
  - 悶絶責め ( 日本)
  - 看護婦 秘密( 日本)
  - 売春幼な妻 ( 日本)
  - 誘惑若妻犯し ( 日本)

### 3月
- 1日
  - 噂の女 朝まで抱いて ( 日本)
  - スケバンマフィア 肉刑 リンチ ( 日本)
  - 団鬼六 少女縛り絵図 ( 日本)
  - テン -10- ( アメリカ合衆国)
  - 人妻失神 熟れた花弁 ( 日本)
  - レディ・バニッシュ/暗号を歌う女 ( イギリス)
- 4日
  - 変態みだら指 ( 日本)
- 7日
  - 鏡の彼方より ( 日本)
- 8日
  - あしたのジョー ( 日本)
  - 1941 ( アメリカ合衆国)
- 11日
  - 背徳女教師 ( 日本)
  - 乱行若妻 濡れにぞ濡れし( 日本)
- 15日
  - 家なき子 ( 日本)
  - 宇能鴻一郎のホテルメイド日記 ( 日本)
  - さくらんぼ坊や(２)－模型と自立－( 日本)
  - ジャスティス- ( アメリカ合衆国)
  - ズームイン 暴行団地( 日本)
  - タイムボカンシリーズ ゼンダマン ( 日本)
  - 谷崎潤一郎「痴人の愛」より ナオミ ( 日本)
  - 痴漢師 土手さがし( 日本)
  - ドラえもん のび太の恐竜 ( 日本)
  - 東映まんがまつり
    - 世界名作童話 森は生きている ( 日本)
    - タイムボカンシリーズ　ゼンダマン ( 日本)
    - 仮面ライダー 8人ライダーVS銀河王 ( 日本)
    - 銀河鉄道999　ガラスのクレア ( 日本)
    - 花の子ルンルン こんにちわ桜の国 ( 日本)

  - 人魚がくれたさくら貝 ( 日本)
  - 遙かなる山の呼び声 ( 日本)
  - パンダの世界 ホアンホアンと仲間たち( 日本)
  - 火の鳥2772 愛のコスモゾーン ( 日本)
  - モスラ対ゴジラ ( 日本)
  - RUN&RUN( 日本)
- 18日
  - 犯された記録 ( 日本)
  - 女高生思春初体験 ( 日本)
  - 覗きで開く( 日本)
- 20日
  - 宇宙怪獣ガメラ ( 日本)
  - 象物語 ( 日本)
  - 体震計( 日本)
- 21日
  - 緊縛色地獄 ( 日本)
  - 女高生秘密日記 ( 日本)
- 22日
  - 赤い毛玉のころがる坂道 ( 日本)
  - パパ（英語版） ( アメリカ合衆国)
- 29日
  - 悪魔の棲む家 ( アメリカ合衆国)
  - 少女娼婦 けものみち( 日本)
  - 新入社員 (秘)OL大奥物語 ( 日本)
  - セックスドキュメント 若妻監禁 ( 日本)
  - ローラー・ブギ- ( アメリカ合衆国)
- 日付不明
  - Ｓ・Ｍ決定版 鎖と牝犬 ( 日本)
  - 17才 色化粧 ( 日本)
  - 姉妹を襲う！ ( 日本)
  - 痴漢豆さがし ( 日本)
  - 乱行猟色犯し( 日本)
  - ワイセツドキュメント 連続変質魔 ( 日本)

### 4月
- 1日
  - ツィゴイネルワイゼン ( 日本)
- 5日
  - クレイマー・クレイマー ( アメリカ合衆国)
  - ミスターどん兵衛 ( 日本)
  - ヤング・ゼネレーション ( アメリカ合衆国)
  - 甦れ魔女 ( 日本)
  - わが心のジェニファー ( アメリカ合衆国)
- 12日
  - ペリー物語 ( アメリカ合衆国)
  - ラブバッグ モンテカルロ大爆走 ( アメリカ合衆国)
  - ルナ ( イタリア)
- 19日
  - クレージーモンキー 笑拳 ( イギリス領香港)
  - 出逢い ( アメリカ合衆国)
  - 薔薇の標的 ( 日本)
- 26日
  - アメリカン・グラフィティ2 ( アメリカ合衆国)
  - 影武者 ( 日本 /  アメリカ合衆国)
  - ザ・ビートルズ　グレイテスト・ストーリー ( イギリス)
  - さよならロッキーの仲間たち ( アメリカ合衆国)
  - ゼンダ城の虜( アメリカ合衆国)
  - 地球へ… ( 日本)
  - トム・ホーン ( アメリカ合衆国)
  - ヘアー ( アメリカ合衆国)
  - メキシコ万歳 ( ソビエト連邦)
- 29日
  - 五番町夕霧楼 ( 日本)

### 5月
- 3日
  - がんばれ!!タブチくん!! 激闘ペナントレース ( 日本)
- 10日
  - 看護婦のオヤジがんばる ( 日本)
  - Mr.レディMr.マダム ( アメリカ合衆国)
- 17日
  - マンハッタン ( アメリカ合衆国)
  - 失われた航海 ( イギリス / アメリカ合衆国)
  - 戦争と友情 ( イタリア/ アメリカ合衆国/ 西ドイツ/ フランス)
- 24日
  - 徳川一族の崩壊 ( 日本)
  - 狂い咲きサンダーロード ( 日本)
  - 北海ハイジャック ( アメリカ合衆国)
  - ジャンク 死と惨劇 ( アメリカ合衆国)
  - ランニング ( アメリカ合衆国)/ カナダ)
  - サンゲリア ( アメリカ合衆国/ イタリア)
- 31日
  - 砂の小舟 ( 日本)
  - シティ・オン・ファイア ( アメリカ合衆国)
  - 結婚ゲーム ( アメリカ合衆国)
  - ザ・フォッグ ( アメリカ合衆国)

### 6月
- 7日
  - ジャグラー ニューヨーク25時 ( アメリカ合衆国)
  - 少年と鮫 ( アメリカ合衆国)
- 14日
  - 不良少年 ( 日本)
  - 世界崩壊の序曲 ( アメリカ合衆国)
  - リトル・ダーリング ( アメリカ合衆国)
  - 南太平洋 ( アメリカ合衆国)
  - 鏡 ( ソビエト連邦)
  - 拳精 ( イギリス領香港)
- 28日
  - 復活の日 ( 日本)
  - わるいやつら ( 日本)
  - スター・ウォーズ 帝国の逆襲 ( アメリカ合衆国)
  - バン・バニング・バン ( アメリカ合衆国)
  - さらばキューバ ( アメリカ合衆国)

### 7月
- 3日
  - 青い珊瑚礁 ( アメリカ合衆国)
- 5日
  - 戒厳令の夜 ( 日本)
  - はだしのゲンPART3 ヒロシマのたたかい ( 日本)
  - 奇跡の人 ( アメリカ合衆国)
  - ファイナル・カウントダウン ( アメリカ合衆国)
  - 掘った奪った逃げた ( フランス)
- 12日
  - 東映まんがまつり
    - 白雪姫 ( アメリカ合衆国)
    - 電子戦隊デンジマン ( 日本)
    - 魔法少女ララベル 海が呼ぶ夏休み ( 日本・アニメ)
    - ゲゲゲの鬼太郎 地相眼 ( 日本)

  - スタートレック ( アメリカ合衆国)
  - ウォーターシップダウンのうさぎたち ( イギリス)
- 19日
  - アフリカ物語 ( 日本)
  - 母をたずねて三千里  ( 日本)
  - 11ぴきのねこ  ( 日本)
- 26日
  - 翔んだカップル ( 日本)
  - まことちゃん ( 日本)
  - 桜　さくら ( 中国)

### 8月
- 2日
  - 男はつらいよ 寅次郎ハイビスカスの花 ( 日本)
  - 思えば遠くへ来たもんだ ( 日本)
  - オーケストラ・リハーサル ( アメリカ合衆国)
  - ナザレのイエス ( イギリス/ イタリア)
  - 二百三高地 ( 日本)
  - ヤマトよ永遠に ( 日本)
- 6日
  - ジャバーウォッキー ( イギリス)
- 9日
  - ドラゴン水滸伝 ( イギリス領香港)
  - ピンク・パンサー&クルーゾー警部 ( アメリカ合衆国)
  - 夜よ、さようなら ( フランス)
- 15日
  - 13日の金曜日 ( アメリカ合衆国)
- 16日
  - 元祖大四畳半大物語 ( 日本)
  - 鉄騎兵、跳んだ ( 日本)
  - ブロンコ・ビリー ( アメリカ合衆国)
- 23日
  - チェンジリング ( カナダ)
  - フォクシー・レディ ( アメリカ合衆国)
- 30日
  - オール・ザット・ジャズ ( アメリカ合衆国)
  - 地震列島 ( 日本)
  - ロング・ライダーズ ( アメリカ合衆国)

### 9月
- 恐怖のいけにえ ( アメリカ合衆国)
- 6日
  - 四季・奈津子 ( 日本)
  - 大理石の男 ( ポーランド)
  - バトルクリーク・ブロー ( アメリカ合衆国)
- 13日
  - インフェルノ ( アメリカ合衆国)
  - 太陽の子 てだのふあ ( 日本)
  - ポール・ポジション2 ( イタリア)
  - ライジング・サン ( イギリス領香港)
- 14日
  - 純 ( 日本)
- 20日
  - 海潮音 ( 日本)
  - 父よ母よ! ( 日本)
  - 未知との遭遇 (特別編) ( アメリカ合衆国)
  - 夕暮まで ( 日本)
- 27日
  - 第2章 ( アメリカ合衆国)
  - ブラス・ターゲット ( アメリカ合衆国)

### 10月
- 1日
  - 霧のマンハッタン ( 日本)
- 4日
  - 野獣死すべし ( 日本)
  - ニッポン警視庁の恥といわれた二人 刑事珍道中 ( 日本)
  - ボールズ・ボールズ ( アメリカ合衆国)
  - モンスター・パニック ( アメリカ合衆国)
  - マイ・ロード ( アメリカ合衆国)
- 10日
  - アーバン・カウボーイ ( アメリカ合衆国)
  - ゴースト/血のシャワー ( アメリカ合衆国)
  - スペース・サタン ( イギリス)
- 11日
  - 戦争の犬たち ( 日本)
- 18日
  - 天国から落ちた男 ( アメリカ合衆国)
  - エミリーの窓 ( アメリカ合衆国)
  - アイランド ( アメリカ合衆国)
  - カリギュラ ( アメリカ合衆国)
- 25日
  - 遥かなる走路 ( 日本)
  - ミュージック・ミュージック ( アメリカ合衆国)
  - 忍冬の花のように ( アメリカ合衆国)
  - アメリカンジゴロ ( アメリカ合衆国)
  - テス ( フランス/ イギリス)
  - チェーン・リアクション ( オーストラリア)

### 11月
- 1日
  - ミーンストリート ( アメリカ合衆国)
  - 地獄のモーテル ( アメリカ合衆国)
  - ローズ ( アメリカ合衆国)
  - 夢追い ( フランス/ カナダ)
  - マルシカの金曜日 ( チェコスロバキア)
- 8日
  - 将軍 SHŌGUN ( アメリカ合衆国)
  - ブルベイカー ( アメリカ合衆国)
  - ルートヴィヒ　神々の黄昏 ( イタリア/ 西ドイツ/ フランス)
- 15日
  - 忍者武芸帖 百地三太夫 ( 日本)
  - HOT JAM'80 我らが熱き日々 ( 日本)
  - さらば、わが友 実録大物死刑囚たち ( 日本)
  - 幸福号出帆 ( 日本)
  - 摩天楼ブルース ( アメリカ合衆国)
- 22日
  - 震える舌 ( 日本)
  - ザ・ウーマン (18禁) ( 日本)
  - ヒポクラテスたち ( 日本)
  - ワイオミング ( アメリカ合衆国)
  - ユーズド・カー ( アメリカ合衆国)
  - 彼女と彼たち なぜ、いけないの ( フランス)
  - 警部 ( フランス)

### 12月
- 6日
  - 格闘技オリンピック ( 日本)
  - 古都 ( 日本) ※有楽座特別先行上映し、20日に全国公開。
  - S・H・E クレオパトラ・ジャガー ( アメリカ合衆国)
  - レイズ・ザ・タイタニック ( アメリカ合衆国)
- 13日
  - エデンの園 ( イタリア/ 日本)
  - カサノバ ( イタリア)
  - がんばれ!!タブチくん!! あゝつっぱり人生 ( 日本)
  - シャイニング ( イギリス/ アメリカ合衆国)
  - ニューヨークの恋人 ( アメリカ合衆国)
  - ハンター ( アメリカ合衆国)
  - フェーム ( アメリカ合衆国)
  - フライングハイ ( アメリカ合衆国)
- 20日
  - '80アニメーション ザ・ベストテン ( 日本)
  - エクスタミネーター ( アメリカ合衆国)
  - 機械じかけのピアノのための未完成の戯曲 ( ソビエト連邦)
  - サイボーグ009 超銀河伝説 ( 日本)
  - 天才悪魔フー・マンチュー ( アメリカ合衆国/ イギリス)
  - 時の娘 ( 日本)
  - バニシング IN TURBO ( アメリカ合衆国)
  - ブラックホール ( アメリカ合衆国)
  - ミスター・ミセス・ミス・ロンリー ( 日本)
  - ロンドン・コネクション ( アメリカ合衆国)
- 27日
  - 男はつらいよ 寅次郎かもめ歌 ( 日本)
  - 土佐の一本釣り ( 日本)